# 経済相互援助会議
経済相互援助会議（けいざいそうごえんじょかいぎ、ロシア語: Совет экономической взаимопомощи、英語: Council for Mutual Economic Assistance）は、1949年にソ連が主導して結成された共産主義国向けの経済圏であり、東欧諸国を中心に結成されていた。日本語略称は経相会（けいそうかい）、英語略称はCOMECON（コメコン）。
原加盟国はソ連、ブルガリア、ルーマニア、チェコスロバキア、ハンガリー、ポーランドの6ヶ国で、その後東ドイツ、モンゴル、キューバ、ベトナムが加盟し加盟国は10ヶ国となった。なお結成初期にアルバニアが加盟したが、1961年以降は事実上脱退した状態にあった。またユーゴスラビアが準加盟国、フィンランド、イラク、メキシコの3ヶ国が非社会主義協力国、そしてアンゴラ、南イエメン、エチオピアがオブザーバー参加していた。
ソ連や東欧だけのために作った組織ではないが、創立から解散までにはソ連・東欧が絶対的な主体であった。冷戦中の西側諸国による経済制裁やマーシャル・プランに対抗し、東側諸国が自給自足できるようにする事が設立の主な目的であった。なおコメコンが対抗した西側の経済協力機構は対共産圏輸出統制委員会（ココム）と呼ばれ、冷戦中は北大西洋条約機構（NATO、西側）とワルシャワ条約機構（東側）の軍事的対立とココム（西側）とコメコン（東側）の経済的対立が続いた。

## 歴史

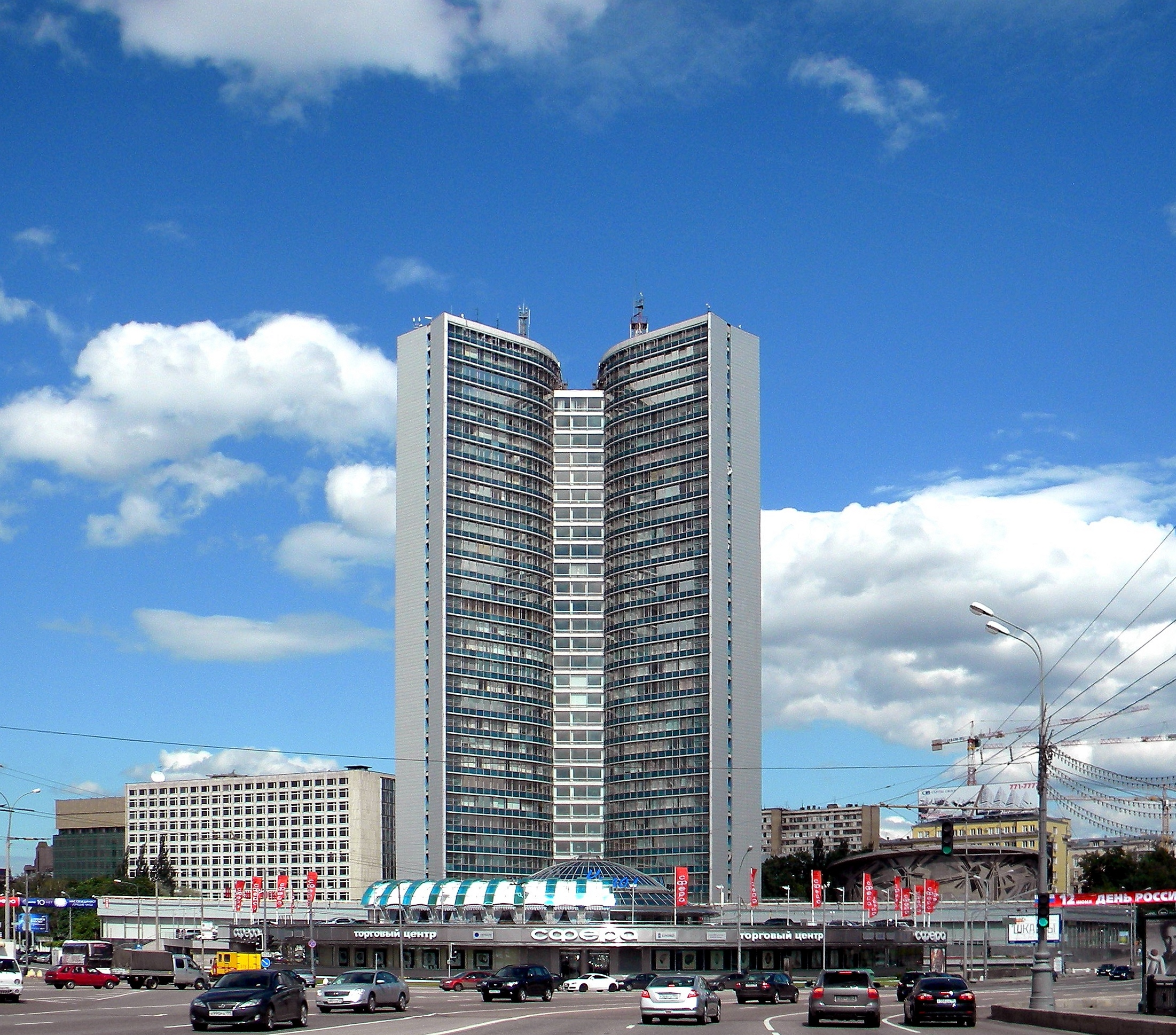
旧コメコン本部(現モスクワ市政府庁舎)

コメコンのロゴ

コメコンの記念切手。正式加盟10ヶ国の国旗が描かれている。

### 時間の沿革
第二次世界大戦後に、アメリカ合衆国政府が行ったマーシャル・プランの欧州経済協力機構に対抗して設立された。
成立から1954年の第4回総会までの期間は、ソ連を中心とした外国貿易推進機関の性格が強く、加盟東欧諸国からソ連が一方的に利益を搾取していると批判されていたが、1956年の東欧動乱をきっかけに、ソ連は東欧諸国との経済関係の再構築に取り組んだ。
当初加盟国は、ソビエト連邦、ポーランド、チェコスロバキア、ハンガリー、ルーマニア、ブルガリアの6ヶ国。ひと月遅れてアルバニア が加盟した。その後、1950年に東ドイツ、1962年にモンゴル、1972年にキューバ、1978年にベトナムが加盟した。一方1962年にはアルバニアが事実上脱退。最終的に加盟国は10ヶ国になった。
このほかに、ユーゴスラビアが準加盟国、フィンランド、イラク、メキシコが非社会主義協力国、その他にもアンゴラ、エチオピア、南イエメン、モザンビーク、ラオスがオブザーバーの地位にあった。また中華人民共和国、北朝鮮もオブザーバーを送っていたが、中華人民共和国は中ソ対立の影響により、北朝鮮はチュチェ（主体）思想に基づいた独自の社会主義路線を取ったことにより、両国ともに1962年を最後に会議に参加しなくなった。
1989年の冷戦終結に伴って東欧革命が始まり、1991年6月に解散した。

### 成り立ちと発展の流れ
経済相互援助会議はその設立から解散までの間に、EU（欧州連合）に次ぐ世界で2番目に大きな経済圏だった。
創設目的はアメリカ合衆国の『マーシャル・プラン』に対抗することにあり、「単なるの経済圏」よりも「共産圏のイデオロギー」が強く反映されていた。ソ連は西側諸国の「民主主義・言論自由」の価値観が東欧に浸透してしまうことを非常に恐れていて、それを防ぐため、東欧諸国の主権を弱体化させ、厳しい言論検閲をし続けていた。一方、アメリカと西欧は『マーシャル・プラン』を通じて経済が一体化となっており、東側諸国へ貿易封鎖を掛けていた。スターリンは1949年1月25日の『経済相互援助会議の創設について』という演説会で、「我々社会主義国の経済は、資本主義に一切頼らず、お金を使わない独自の方法で成功しみせる」と自由世界へ公言した。
創立後、成員国の間には大きな不平等があり、ソ連の地位はほかの国より圧倒的に高かった。ソ連は各成員国たちはなにを生産すべきか、なにを生産すべきでないかを一方的に決定し、たとえば一番売れている軍火・パソコン・グリーンエネルギーなどの産業はソ連国内に留め、農業・軽工業・食品など儲けない産業をほかの国に押し付けていた。これにより、ソ連の経済はたしかに少量の成長を遂げていたが、ほかの共産主義国家の経済はほとんど成長しない上、外交面でさらにソ連を依存するようになった。当然の結果として、東側諸国はソ連に対する怨みが急速に高まり続けていた。
1980年代の前半になると、ソ連は経済面で崩壊しつつ、軍事面でも弱体化してきた。超大国としての立場を失ったソ連に対して、かつて抑圧されていた東欧諸国はソ連の命令を無視しはじめていた。1980年代の後半、「現実で崩壊している経済」と「理論上で豊かはずの共産主義社会」の間はあまりにも大きな差があることを気づき、社会主義陣営の人々は次第に目覚め、コメコンの活動を一切不参加するようになった。1989年、東欧の民主化がすすみ、東欧諸国はつぎつぎと共産体制を放棄し、自由市場経済・資本主義の路線へ一転する。1991年6月28日、各成員国のリーダーたちはハンガリーの首都ブダペストに集まり、経済相互援助会議の解散を全世界へ発表した。

## 加盟国と各加盟国での名称
| 国名                           | 公用語       | 公用語でのコメコンの名称                                                              | 略称           |
| ------------------------------ | ------------ | ------------------------------------------------------------------------------------- | -------------- |
| アルバニア人民共和国           | アルバニア語 | Këshilli i Ndihmës Ekonomike Reciproke                                                | KNER           |
| ブルガリア人民共和国           | ブルガリア語 | Съвет за икономическа взаимопомощ (Sǎvet za ikonomičeska vzaimopomošt)                | СИВ (SIV)      |
| キューバ共和国                 | スペイン語   | Consejo de Ayuda Mutua Económica                                                      | CAME           |
| チェコスロバキア社会主義共和国 | チェコ語     | Rada vzájemné hospodářské pomoci                                                      | RVHP           |
| チェコスロバキア社会主義共和国 | スロバキア語 | Rada vzájomnej hospodárskej pomoci                                                    | RVHP           |
| ドイツ民主共和国（東ドイツ）   | ドイツ語     | Rat für gegenseitige Wirtschaftshilfe                                                 | RGW            |
| ハンガリー人民共和国           | ハンガリー語 | Kölcsönös Gazdasági Segítség Tanácsa                                                  | KGST           |
| モンゴル人民共和国             | モンゴル語   | Эдийн засгийн харилцан туслалцах зөвлөл (Ediin zasgiin khariltsan tuslaltsakh zövlöl) | ЭЗХТЗ (EZKhTZ) |
| ポーランド人民共和国           | ポーランド語 | Rada Wzajemnej Pomocy Gospodarczej                                                    | RWPG           |
| ルーマニア社会主義共和国       | ルーマニア語 | Consiliul de Ajutor Economic Reciproc                                                 | CAER           |
| ソビエト社会主義共和国連邦     | ロシア語     | Сове́т экономи́ческой взаимопо́мощи (Sovet ekonomicheskoy vzaimopomoshchi)               | СЭВ (SEV)      |
| ベトナム社会主義共和国         | ベトナム語   | Hội đồng Tương trợ Kinh tế (會同相助經濟)                                             | HĐTTKT         |